# 3279 Солон
3279 Солон (3279 Solon) — астероїд головного поясу, відкритий 17 жовтня 1960 року.
Тіссеранів параметр щодо Юпітера — 3,642.
Названо на честь Солона (грец. Σόλων, близько 640 до н. е. — 558 до н. е.) — афінського політика, айсимнета, реформатора і законодавця, елегійного поета доби архаїки, одного із «семи мудреців».